# ウディネ市国際作曲コンクール
ウディネ市国際作曲コンクール（伊: Concorso Internazionale di Composizione "Città di Udine"）は、イタリア・ウディネ市で行われる国際作曲コンクール。

## 概要
Taukay音楽出版社が主催する国際作曲コンクールだが、回を重ねるにつれウディネ市のみならず多くの助成や寄付を獲て、現在はプロが出場してもはねられるレヴェルを維持している。2023年は室内楽、独奏、電子音楽、視聴覚作品の4部門に分かれ、賞金は総額4000ユーロへ増額された。好評のため、最近はいろいろな特別賞を準備するようになったが、原則優勝のみ最高位を名乗れて、二位、三位という数詞を用いない。
過去はファイナリスト数人だけの同着選出だった。入選者のアナウンスのほか、入賞次点なので演奏はされる、などという措置をInterensembleが担当するのも、非常にユニークな点に挙げられる。
長らく審査委員長は、器楽は作曲家でピアノ奏者のベルナルディーノ・ベッジョ（Bernardino Beggio）が、電子音楽は作曲家で心理学者のミケーレ・ビアスッティ（Michele Biasutti
）が務めていた。競争率は年々上がり続けている。審査員は毎年公平に地理的に偏らないように選ばれている。
最年長ex-aequo優勝は、日本の大前哲。伊藤祐二が日本からの審査員に初めて選ばれた。また2018年には日本の水谷晨が室内楽部門で初めて単独で優勝した。2023年には横川朋也が独奏でex-aequo優勝を果たしている。
2023年度の応募総数は500を超えた。